# Lind, Herning
Lind är en stadsdel i Herning, Region Mittjylland, Danmark. Antalet invånare är 4 900.